# Parobisium imperfectum
Parobisium imperfectum är en spindeldjursart som först beskrevs av Chamberlin 1930.  Parobisium imperfectum ingår i släktet Parobisium och familjen helplåtklokrypare. Inga underarter finns listade i Catalogue of Life.